# からかい上手の高木さん
『からかい上手の高木さん』（からかいじょうずのたかぎさん）は、山本崇一朗による日本の漫画作品。『ゲッサン』（小学館）の付録小冊子『ゲッサンmini』において、2013年7月号から連載開始。『ゲッサン』本誌で連載していた『ふだつきのキョーコちゃん』（以下『キョーコちゃん』）が2016年7月号で完結した後、『ゲッサン』に移籍して同年8月号から定期掲載となった。
2016年、第2回次にくるマンガ大賞にノミネートされ、18位にランクインしている。2021年、第66回小学館漫画賞少年向け部門を受賞。2023年9月時点でシリーズ累計発行部数は1200万部を突破している。
「○○さん系」漫画の先駆けであるとともに、同ジャンルの代表格として不動の地位を築いている。
2023年10月、『ゲッサン』2023年11月号をもって連載が終了した。
2024年4月より、TBSテレビにてテレビドラマが放送された。また、テレビドラマの10年後を描いた実写映画版が同年5月31日に公開された。

## 作風
中学校の同級生同士である「西片」と「高木さん」のやりとりを描くラブコメディ。高木さんが西片をからかい、西片は高木さんに仕返しをしようとするが、高木さんに見破られてしまうという2人の関係性を軸に、西片の視点から描かれている。各話を繋ぐ明確なストーリーはなく、西片と高木さんの間のひとつの出来事が一話に収められている。
舞台について著者の山本は、特定の「イメージした場所はない」「どこかの田舎」、また自身の地元イメージについては「意識していない」と述べているが、山本による他の作品である『キョーコちゃん』、『あしたは土曜日』が本作品と同じ舞台の中で描かれていると思しき描写がある。『キョーコちゃん』の舞台は高校になっているが、『あしたは土曜日』の舞台は同じ中学校で、その主人公である女子3人組（ミナ、ユカリ、サナエ）と西片と高木さんは同じクラスである。また舞台は異なるが、同作者の『くノ一ツバキの胸の内』1巻のおまけ漫画に高木さんが登場したことがある。
『ゲッサン』2012年7月号に、本作のパイロット版といえる同タイトルの読み切りが掲載された。主要な登場人物の名前も高木さんと西片で連載版と同じであるが、高木さんの顔が連載版よりも意地悪そうに描かれているほか、西片も眼の描写が連載版と異なっており視力が悪い設定となっている。この読み切りは単行本2巻に番外編として収録されている。また、連載とは別に、『週刊少年サンデー』（同社刊）2014年28号と『ゲッサン』2014年7月号、2016年1月号と5月号から7月号に出張掲載されたほか、『月刊ねこだのみ』（同社刊）2016年8号にも掲載された。

## 登場人物
担当声優は、特記がない限りアニメ版の声優を示す。

### 主人公とヒロイン
西片（にしかた）
声 - 梶裕貴 / 斉藤壮馬（2016年6月CM） / 岩端卓也（2016年10月CM）
演 - 黒川想矢（ドラマ） / 高橋文哉（映画）
本作の主人公。血液型はO型。かに座。男子中学生で、1年2組、2年1組（アニメでは2年2組）に所属している。高木さんとはクラスメイトで、席は隣同士である。頻繁に高木さんにからかわれることを悔しく思っており、その際に（もっぱら心中で）発する「高木さんめぇ」はほとんど口癖と化している。そのため、しばしば仕返しとして高木さんのことをからかおうと試みるが、考えていることがすぐに顔に出るため成功したことはなく、しまいには返り討ちにあう形でからかわれることも多い。また、時に必勝を期して自分に有利な勝負に持ち込もうとすることもあるが、そのたびに自分の態度がフェアでないように思い悩むため、たいていは自分から勝負を降りる。勉強に全く取り組まないわけではないが、成績はそれほど良くない。運動や体力づくりにそれなりに興味を持ち、宿題しながら握力グリップをしていたりするほどである。フルネームは不明であり、高木さん・男子の友人・先生には「西片」と呼ばれ、真野ちゃん・ユカリには「西片君」と呼ばれている。『100%片想い』という少女マンガが好き。「コーヒーが飲める人は大人」との友達内の風説を真に受け、苦さゆえに飲めないにもかかわらず、コーヒーを嗜むことにあこがれを抱いている。
普段は高木さんに対抗心を燃やしているが、黙っている時の高木さんの可愛さは認識しており、また高木さんから思わせぶりな言葉をかけられると赤面してしまうこともある。教室での高木さんとのやり取りや、しょっちゅう登下校を一緒にしていることから真野ちゃんを中心としてクラス内では「西片と高木さんは付き合っているのではないか？」と思われているが、西片自身は他のクラスメイトにからかわれることを気にしているため、頑として認めず、高木さんと一緒にいることが多いのは彼女にリベンジする機会を窺うため、と自分に言い聞かせている。しかし、高木さんのミスリードによって「自分以外に親しい男性がいるのではないか？」と思い込んでしまう場面が何度かあり、その時には明らかに動揺した表情を見せるなど、無意識のうちに高木さんに好意を抱くようになっている。
「想い出」「タイムカプセル」および後述のスピンオフ漫画『からかい上手の（元）高木さん』（以下『（元）高木さん』）では10数年後の、高木さんと結婚した後の話が描かれており、体育の教師になっている（『（元）高木さん』第42話にて職場が母校の中学校であることが判明した）。結婚後は妻の（元）高木さんからは「お父さん」と呼ばれている。
高木さん（たかぎさん）
声 - 高橋李依（アニメ・2016年10月CM） / 加藤英美里（2016年6月CM）
演 - 月島琉衣（ドラマ） / 永野芽郁（映画）
本作のヒロイン。血液型はO型。西片のクラスメイトの女子中学生で、西片の隣の席に座っている。成績優秀でよく先生に褒められるだけではなく、スポーツも万能であるため、とくに目立った不得手も弱点も見当たらない。あることをきっかけに中学の入学式の日に出会った西片に対し、異性として好意を抱いており、頻繁に西片のことをからかってはその反応を見て楽しんでいる。また、よく西片の考えていることを読んで発言している。からかうだけでなく、（自分との勝負のためとはいえ）わざわざ一緒の時間を作ってくれる西片に対してストレートに好意を口にすることもしばしばあるが、肝心の西片にはからかって反応を楽しむつもりだと勘違いされ伝わらないことが多い。また西片が心の底から真剣なのが分かる時や、体調が悪い時はからかうのを自制している。西片の前では感情の動揺をほとんど見せずクールな表情をしているが、ごくたまに西片の方から好意や気遣いなどの思わぬ言葉をかけられたりした場合は、頬を染めて素直に喜ぶ。以上のように、好意を抱いている西片を同時に自分の掌の上で転がして楽しんでいる節があり、そのため西片に上から目線の態度を取ることが多かったが、「西片に可愛いと思われたい」と漏らすようになったり、ジェラシーめいた感情から西片に思わず「いじわるなこと」をしたりするなど、若干の変化も見られる。背中まで伸びたロングヘアで、額を出している。中学生の頃は髪をまとめていることはあまりない。本人は特に気にしてはいないようであるが胸は小さい。
西片同様フルネームは不明であり、西片を含めクラスの男子には「高木さん」、真野ちゃん、ユカリには「高木ちゃん」と呼ばれている。
少しでも西片と一緒にいる時間を長くしようと努めており、頻繁に西片と一緒に登下校しているほか、西片が日直で早出の時には先回りして登校したり、反対に自身が日直の場合は勝負に負けた罰ゲームを口実に西片にも早出させたりしている。先生から居残りを命じられた西片に自主的に付き合ったりしている。
とんでもない変顔ができ、西片が思わず大笑いしてしまうほどであるが、その顔は他の人物には（読者・視聴者にも）見せたことがない。ただし、『（元）高木さん』にて娘のちーには変顔を披露するシーンがある。
ドラマ最終話でフランス・パリに引っ越す。実写映画にて14歳から20歳までパリにいて、帰国後は東京の大学で美術を学んでいることが明かされる。劇中にて西片と結婚する。
「想い出」「タイムカプセル」『（元）高木さん』では結婚後の様子が描かれており、西片への愛情表現もストレートになっている。また、髪は一部のシーンを除き、後ろでまとめられている。結婚後は夫の西片からは「お母さん」と呼ばれている。

### クラスメイト
日々野 ミナ（ひびの ミナ）
声 - 小原好美
演 - 芹沢凜（ドラマ）
西片のクラスメイトの女子生徒。うお座。O型。ユカリやサナエと一緒にいることが多い。高木さんとも親しく会話する。背中まである髪を後ろで纏めていることが多い。前髪は短い。眉毛が太い。妹と弟がいる。“色気より食い気”でバレンタインデー当日に学校で取った行動は、男子生徒をドン引きさせた。犬を飼っている。
作者の前作『あしたは土曜日』ではユカリ、サナエとともに主人公として登場している。
『（元）高木さん』では、子供が3人おり、ちーが通う幼稚園の先生をしている。
天川 ユカリ（てんかわ ユカリ）
声 - M・A・O
演 - 桔河芽りさ（ドラマ）
西片のクラスメイトの女子生徒。委員長。ミナやサナエと一緒にいることが多い。高木さんとも親しく会話する。恋愛に興味がある。前髪を真ん中で分けて4つのピンで左右に留めており、メガネをかけている。妹がいる。
恋バナをしたいお年頃で、西片と高木さんの関係にも興味津々であるが、いつも行動を共にしているミナやサナエは“色気より食い気”で全く恋愛ごとには興味がないので話せないでいる。
『（元）高木さん』では、会社勤めのOLで結婚を控えているがマリッジブルーになり、（元）高木さんに結婚を報告し今後の結婚生活について相談した。
月本 サナエ（つきもと サナエ）
声 - 小倉唯
演 - 吉沢凛音（ドラマ）
西片のクラスメイトの女子生徒。陸上部所属。当初の図書委員。同じ学校に教師の姉がいる。
肩に届かない程度の髪で、前髪は作っていない。常に気だるそうで眠そうな目をしている。
ミナやユカリと一緒にいることが多く、前者に対しては時にちょっかいをかけることもある。無愛想な雰囲気で基本的に無口だが、高木さんに西片と付き合っているのか直接尋ねたり、女子を馬鹿にした高尾に容赦なく蹴りを入れたりするなど、時に大胆な行動に出る。
『（元）高木さん』では、身長がユカリより高くなっており、職業はライターとされている。また3人の中で唯一の独身である。
中井くん（なかいくん）
声 - 内田雄馬
演 - 川尻拓弥（ドラマ） / 鈴木仁（映画）
西片のクラスメイトの男子生徒。西片とはよく会話を交わす。真野ちゃんと付き合っている。飄々とした雰囲気であまり恋人の真野ちゃんのことを気に掛けていないようにも見えるが、時折彼女への気遣いを見せる。視力がよくない。
実写映画にて真野ちゃんと結婚する。
『（元）高木さん』では、西片と同じく母校の教師（教科は不明）となっている。また、真野ちゃんと結婚している。
真野ちゃん（まのちゃん）
声 - 小岩井ことり
演 - 森永怜杏（ドラマ） / 平祐奈（映画）
西片のクラスメイトの女子生徒。付き合っている中井くんにはべた惚れであるが、中井くんの良くも悪くも飄々とした態度にもどかしさを感じている。お下げ髪でやや小柄。
恋愛経験者だけあって恋愛ごとには目ざとく、西片と高木さんが一緒にいるところに出くわすと、気をつかって早々に去るなどしている。
実写映画にて中井くんと結婚する。
『（元）高木さん』では、中井くんと結婚している。
高尾（たかお）
声 - 岡本信彦
演 - 市村優汰（ドラマ）
西片のクラスメイトの男子生徒。痩せ型で、前歯が大きく出ており、メガネをかけている。口達者だが腕相撲で西片に勝てない。
木村や西片、浜口らと行動を共にしていることが多い。普段は女子生徒を小馬鹿にしているが、サナエに対してはちょっかいをかけて逆襲されると表情を一変させて平謝りするなど頭が上がらない一方で、彼女を異性として意識しているらしいそぶりも見せ、そのことを浜口に気づかれている。
木村（きむら）
声 - 落合福嗣
演 - 水野哲志（ドラマ）
西片のクラスメイトの男子生徒。太めの体型。当初は図書委員であった。比較的温厚な性格で、他者に対して心配性である。
普段は「フッ」などと鼻笑いを多用し達観しているかのような態度や話し方をする。早弁の常習犯であり「席替え」で早弁が困難な席が割り当てられた際は狼狽え、泣き叫んでいた。
西片からの呼び方は「木村くん」「木村」など、回によって異なる。また、2年生では別のクラスであるらしき描写が「プール」にある。
原作では、特に髪型に差が見受けられる一方、アニメ版においてはほぼ一貫性が取れた見た目のキャラになっている。
鷹川 すみれ（たかがわ すみれ） / ポニーテールの子
声 - 朝日奈丸佳
高木さんと行動を共にしていることが多いクラスメイト。入学式の時に高木さんと席が前後で、その際に高木さんに話しかけている。高木さんと同じく散歩が好きらしく、休日には高木さんとお出かけをすることもある。アニメ版ではタロットカードによる恋占いが得意で、席は高木さんの前（西片の右斜め前）である。
2019年10月号の『ゲッサン』およびアニメ第2期第11話で名字が「鷹川」であることが判明した。原作のルビでは「たかがわ」であるが、アニメ第3期第12話で田辺先生から名字を「たかかわ」と呼ばれている等、揺らぎが生じている。

### その他の関係者
浜口（はまぐち）
声 - 内山昂輝
演 - 永原諒人（ドラマ） / 前田旺志郎（映画）
西片の隣のクラスの男子生徒。やや長身で、西片や木村・高尾らと親しい。幼なじみの北条さんが気になっており、北条さんが「大人っぽい人が好み」と聞くや西片と木村に「大人っぽい」とは何かについて問いかけるなどしている。木村の答えた「（大人っぽいとは）コーヒーだよ」を真に受け、ブラックの缶コーヒーを持ち歩いたり、北条さんにはコーヒーを飲みながら話しかけたりするようにしている。しかしいざという時に北条さんに自分の気持ちを告白できない、自他ともに認める「ヘタレ」である。
実写映画では、北条さんと別れたり元に戻ったりを繰り返していることが明かされる。
北条さん（ほうじょうさん）
声 - 悠木碧
演 - 早瀬憩（ドラマ） / 志田彩良（映画）
西片と同じ学年の女子で、大人びた態度をとる美少女。「大人っぽい」というセルフイメージを大事にしており、理想のタイプが「大人っぽい人」だというのも広く知れ渡っている。意外と「キス」という言葉に弱い一面もみせている。浜口とは付き合いが長く、自分に対する彼の気持ちに気がついており、下校を誘われた際にはそっけない態度をとりつつも満更でもない様子を示したが、肝心な場面で煮え切らない浜口には呆れている。本編では西片たちとは別のクラスだが、後述する『恋に恋するユカリちゃん』やアニメ版では同じクラスとなっている。
実写映画では、浜口と別れたり元に戻ったりを繰り返していることが明かされる。
田辺先生（たなべせんせい）
声 - 田所陽向
演 - 江口洋介
1年2組の担任で、ジャージを着ることが多いが担当教科は英語。顔面凶器の如く、怒ると怖い先生であり、高木さんに振り回されるなどで騒がしくなる西片をよく注意する。一方、自習時には居眠りしていたり、西片の変顔に思わず笑ったりと、やや自分に甘いところがある。
原作15巻「けっこん」で、同僚の月本先生（サナエの姉）へのプロポーズに成功し、近々結婚することが判明した。
実写映画では中学校の教頭になっている。
ちー
声 - 宮本侑芽（劇場版） / 高橋李依（2018年7月CM）
『（元）高木さん』と『からかい上手（？）の西片さん』（以下『西片さん』）における実質的な主人公。顔立ちは母親の（元）高木さん似、表情は父親の西片似の、二人の間に生まれた子どもである。
本作で「ちー」という呼び名が登場するのは「タイムカプセル」からだが、それ以前に『（元）高木さん』において作者により設定された。また「西片」において「"ち"がつく名前」であることは描写されている他、同じページの余白に「昔はちーちゃん、今は西片…さん」との編集者コメントがある。
ちーの登場タイミングは大きく分けて2つあり、「想い出」「タイムカプセル」および『（元）高木さん』の大半では幼稚園期、「西片」や『（元）高木さん』の「入学式」「指輪」および原作と『（元）高木さん』を合わせた多数のおまけでは中学生期で登場する。
実写映画ではエンドロールで後ろ姿が見られるが、配役は不明である。
幼稚園期
常にハキハキと明るく、一方で幼少期にありがちなグズるといったこともほとんどなく、むしろ「悔しい」気持ちが先に出がちな所は西片に似た特徴である。字は書けるか書けないかの狭間にあり揺らぎがある。台詞のほとんどが平仮名で表記される。親子関係は良好であり、特に父である西片のことは「お父さんと結婚する」と言うほど慕っている。母親である（元）高木さんからからかわれているが、自身も悪戯好きな面がある。テレビで変な知識を覚えている所がある点は、一般的な幼少期の子どもにある点に共通している。例えば『くノ一ツバキの胸の内』とおぼしきアニメに没頭してしまい、「おいろけのじつ（術）」を使おうとしたり、「おとこはきたなくてくさい」という、誤った知識を得かけたりしてしまう。
公園でしばしば出会う「男の子」に戸惑い、複雑な感情を呈するものの、それはそのまま中学生期に引き継がれている。
中学生期
高木さんにそっくりな風貌であるが、髪の毛がセミロングで肩までの長さとやや短め、表情は幼稚園期同様の西片寄りで、感情が顔に出やすい。性格もほぼ幼稚園期を踏襲している。
中学校ではかつての高木さんと同じ席で、左側の席（西片の席と同位置）の「男の子」をからかおうとするが、顔に出て失敗を繰り返したり動揺して返り討ちにあったりするなど、攻守が逆転している形となっている。また、言葉遣いや態度などは父親にはない強気な面が目立つ。
その他
ちーを介する形で、ストーリーが原作と『（元）高木さん』の間でリンクしている点も多い。例えば「21ゲーム」は当初高木さんと西片の勝負であったが、それが『（元）高木さん』のおまけにてちーに伝承され、再び原作10巻の「西片」において再現されている。
時期を通じピーマンは苦手である。幼少期はホタテ、ブロッコリーも苦手であった。
アニメでの登場は第3期第5話「苦手なもの」（中学生期）および劇場版（幼稚園期）。
男の子 / 大代（おおしろ）
声 - 上村祐翔
ちーと同じ歳の男子。本作では「西片」に登場。また『（元）高木さん』に登場する「男の子」、『西片さん』に登場する「大代」と同一人物。『ゲッサン』2023年12月号より連載開始の『西片さん』にて名字が「大代」であることが判明した。角刈りで尖った髪型である点は共通している。概ね冷静沈着であり、積極的に話す方ではない。
幼稚園期においては、わざわざちーのいる遠い公園に自転車で来たり、マフラーを借りたりするなど、ちーに対して複雑な感情を持ち合わせていることが示唆される。
中学生期においては、かつての西片と同じ席で、右隣がちーの席（高木さんの席と同位置）である。ちーがよくちょっかいをかけているが叶わないようである。一方で自分が大嫌いなピーマンを、ちーの代わりに食べてあげるといった優しさも見受けられる。
アニメでの登場は第3期第5話「苦手なもの」（中学生期）。
高木さんの母親
声 - 種﨑敦美
アニメ第1期、第2期に登場。本名は不明。
西片の母親
声 - 日髙のり子
アニメ第2期、第3期に登場。後ろ姿のみの出演で本名は不明。

## スピンオフ漫画
2017年1月に、ゲッサン新人賞2017春期の特別企画として、「高木さん杯」と題しスピンオフ漫画の募集が行われた。最優秀作品の即連載を確約して募集され、グランプリを受賞した以下の2作品が2017年7月より結果発表とほぼ同時に連載を開始した。
『からかい上手の（元）高木さん』
『マンガワン』2017年7月15日より2024年7月24日まで連載。作者は稲葉光史。結婚した西片と（元）高木さん、娘のちーの3人家族の日常が描かれている。
コミックスの表紙は、21巻以降を除きそれぞれ同じ巻数の『からかい上手の高木さん』の表紙がモチーフになっている。
『恋に恋するユカリちゃん』
『ゲッサン』2017年8月号から2020年5月号まで連載。作者は寿々ゆうま。恋バナ（恋の話）をしたいユカリが主人公で、『あしたは土曜日』の実質的リメイク作品。

『からかい上手（？）の西片さん』
『ゲッサン』2023年12月号から2024年9月号まで連載。全10話。作者は稲葉光史。中学生になったちーと隣の席になった大代との日常が描かれる。

## 書誌情報

### 単行本
- 山本崇一朗 『からかい上手の高木さん』 小学館〈ゲッサン少年サンデーコミックス〉、全20巻
  1. 2014年6月12日発売[59][60]、ISBN 978-4-09-125015-5
  2. 2014年11月12日発売[61][62]、ISBN 978-4-09-125527-3
  3. 2015年12月11日発売[63][64]、ISBN 978-4-09-126650-7
  4. 2016年10月12日発売[65][66]、ISBN 978-4-09-127389-5
  5. 2017年2月10日発売[67]、ISBN 978-4-09-127541-7
  6. 2017年8月10日発売[68]、ISBN 978-4-09-127735-0
    - 「フィギュア付き特別版」2017年8月8日発売[69]、ISBN 978-4-09-941894-6

  7. 2017年12月12日発売[70][71]、ISBN 978-4-09-128062-6
    - 「高木さんとデートなう。カレンダー付き特別版」2017年12月8日発売[72]、ISBN 978-4-09-943002-3

  8. 2018年2月9日発売[73][74]、ISBN 978-4-09-128152-4
    - 「フィギュア付き特別版」2018年2月7日発売[73][75]、ISBN 978-4-09-943003-0

  9. 2018年7月12日発売[76]、ISBN 978-4-09-128330-6
    - 「OVA付き特別版」同日発売[77]、ISBN 978-4-09-943016-0

  10. 2019年2月12日発売[78]、ISBN 978-4-09-128860-8
    - 「卓上日めくりカレンダー付き特別版」同日発売[79]、ISBN 978-4-09-943042-9

  11. 2019年7月4日発売[80]、ISBN 978-4-09-129287-2
    - 「からかいふせんブック付き特別版」同日発売[81]、ISBN 978-4-09-943054-2

  12. 2019年12月12日発売[82]、ISBN 978-4-09-129526-2
  13. 2020年3月12日発売[83]、ISBN 978-4-09-850034-5
    - 「からかいクリアファイルカレンダー付き特別版」同日発売[84]、ISBN 978-4-09-943065-8

  14. 2020年8月12日発売[85]、ISBN 978-4-09-850210-3
  15. 2021年2月12日発売[86]、ISBN 978-4-09-850449-7
    - 「からかいカレンダーカード付き特別版」同日発売[87]、ISBN 978-4-09-943082-5

  16. 2021年9月10日発売[88]、ISBN 978-4-09-850691-0
  17. 2022年1月12日発売[89]、ISBN 978-4-09-850848-8
  18. 2022年6月8日発売[90]、ISBN 978-4-09-851171-6
    - 「からかいカルタ付き特別版」同日発売[91]、ISBN 978-4-09-943113-6

  19. 2023年3月10日発売[92]、ISBN 978-4-09-851763-3
    - 「からかい万年カレンダー付き特別版」同日発売[93]、ISBN 978-4-09-943127-3

  20. 2024年1月12日発売[94]、ISBN 978-4-09-853097-7
    - 「画集『卒業アルバム』付き特別版」同日発売[95]、ISBN 978-4-09-943148-8
- 山本崇一朗（原作） / 稲葉光史（作画） 『からかい上手の（元）高木さん』 小学館〈ゲッサン少年サンデーコミックス〉、全23巻
  1. 2017年12月12日発売[70][96]、ISBN 978-4-09-128070-1
  2. 2018年2月9日発売[97]、ISBN 978-4-09-127675-9
  3. 2018年7月12日発売[98]、ISBN 978-4-09-128402-0
  4. 2019年2月12日発売[99]、ISBN 978-4-09-128875-2
  5. 2019年3月12日発売[100]、ISBN 978-4-09-129085-4
  6. 2019年7月4日発売[101]、ISBN 978-4-09-129286-5
  7. 2019年11月12日発売[102]、ISBN 978-4-09-129465-4
  8. 2020年1月10日発売[103]、ISBN 978-4-09-129570-5
  9. 2020年8月12日発売[104]、ISBN 978-4-09-850212-7
  10. 2020年8月12日発売[105]、ISBN 978-4-09-850216-5
  11. 2021年2月12日発売[106]、ISBN 978-4-09-850450-3
  12. 2021年9月10日発売[107]、ISBN 978-4-09-850692-7
  13. 2021年11月12日発売[108]、ISBN 978-4-09-850796-2
  14. 2022年1月12日発売[109]、ISBN 978-4-09-850847-1
  15. 2022年2月10日発売[110]、ISBN 978-4-09-850849-5
  16. 2022年6月8日発売[111]、ISBN 978-4-09-851170-9
  17. 2023年3月10日発売[112]、ISBN 978-4-09-851762-6
  18. 2023年3月10日発売[113]、ISBN 978-4-09-851765-7
  19. 2024年1月12日発売[114]、ISBN 978-4-09-853098-4
  20. 2024年3月12日発売[115]、ISBN 978-4-09-853185-1
  21. 2024年5月10日発売[116]、ISBN 978-4-09-853332-9
  22. 2024年9月11日発売[117]、ISBN 978-4-09-853582-8
  23. 2024年10月11日発売[118]、ISBN 978-4-09-853652-8
- 山本崇一朗（原作） / 寿々ゆうま（作画） 『恋に恋するユカリちゃん』 小学館〈ゲッサン少年サンデーコミックス〉、全5巻
  1. 2018年2月9日発売[119]、ISBN 978-4-09-128187-6
  2. 2018年7月12日発売[120]、ISBN 978-4-09-128403-7
  3. 2019年2月12日発売[121]、ISBN 978-4-09-128876-9
  4. 2019年12月12日発売[122]、ISBN 978-4-09-129528-6
  5. 2020年8月12日発売[123]、ISBN 978-4-09-850214-1
- 山本崇一朗（原作） / 稲葉光史（作画） 『からかい上手（？）の西片さん』 小学館〈ゲッサン少年サンデーコミックス〉、2024年10月11日発売[124]、ISBN 978-4-09-853632-0

### 関連書籍
- 『からかい上手の高木さん 公式ファンブック：高木さん攻略作戦！』 小学館〈ゲッサン少年サンデーコミックススペシャル〉、2018年2月9日発売[125]、ISBN 978-4-09-128151-7
- 『からかい上手の高木さん 山本崇一朗イラスト集』2018年8月9日発売[126][127]、ISBN 978-4-09-199056-3
- 『からかい上手の高木さん TVアニメ公式ガイド&山本崇一朗イラスト集2』2019年7月12日発売[128][129]、ISBN 978-4-09-199060-0
- 『からかい上手の高木さん アニメ公式ガイド2&山本崇一朗イラスト集3』2022年7月8日発売[130][131]、ISBN 978-4-09-199074-7

## アニメ
第1期は2018年1月から3月まで『あにめのめ』枠にて放送された。番組内では読売中高生新聞で連載されていた『あしたは土曜日』も放送された。2018年7月12日には新作OVAを付属した単行本9巻特別版が発売された。
第2期『からかい上手の高木さん2』は、2019年7月から9月までTOKYO MXほかにて放送された。BS放送はBS11から、のちに第1期の再放送を行ったBS日テレに変更となった。
第3期『からかい上手の高木さん3』は、ネット局が従来のTOKYO MX、読売テレビなどから毎日放送・TBS系列に移行、全国ネットに昇格し、2022年1月から3月まで同系列の『スーパーアニメイズム』枠にて放送された。
劇場アニメ『劇場版 からかい上手の高木さん』は、2022年6月10日に劇場公開された。

## テレビドラマ
2024年4月2日から5月21日まで、TBSテレビの深夜ドラマ枠「ドラマストリーム」で放送された。主演は月島琉衣と黒川想矢。実写映画版に繋がる話として制作され、同じく香川県小豆島で全編撮影された。原作では時系列が順不同であるが、今作については中学2年生の春から中学3年生の4月までの時系列となっている。

### ストーリー（テレビドラマ）
とある島の中学校で隣の席の女の子・高木さんに何かとからかわれる男の子・西方はからかい返そうと奮闘するも、いつも高木さんにからかい返されてしまう。高木さんへの恋心を自覚する西方だが、高木さんは父親の仕事の都合でフランス・パリに引っ越してしまう。

### キャスト（テレビドラマ）
高木さん
演 - 月島琉衣
原作やアニメでは披露していない変顔を見せている。
西片
演 - 黒川想矢

真野
演 - 森永怜杏

中井
演 - 川尻拓弥

北条
演 - 早瀬憩

浜口
演 - 永原諒人

高尾
演 - 市村優汰

木村
演 - 水野哲志

日々野ミナ
演 - 芹沢凜

天川ユカリ
演 - 桔河芽りさ

月本サナエ
演 - 吉沢凛音

田辺先生
演 - 江口洋介

### スタッフ（テレビドラマ）
- 原作 - 山本崇一朗『からかい上手の高木さん』（小学館『ゲッサン』連載中）[9]
- 脚本 - 金沢知樹[9]、萩森淳[9]、今泉力哉[9]
- 音楽 - 大間々昂
- 主題歌 - Aimer「遥か」（SACRA MUSIC / Sony Music Labels Inc.）[138]
- 配信プロデューサー - 近藤貴明、杉山香織
- プロデューサー - 大澤祐樹[9]、森川真行（ファインエンターテイメント）[9]
- 監督 - 今泉力哉[22]
- 制作協力 - ファインエンターテイメント[9]
- 製作著作 - TBS[9]

### 挿入歌
キュンせっきん！！
作詞・作曲・編曲 - 森いづみ / 歌 - 石井あみ
劇中作「100%片想い」のアニメの新オープニングテーマとして登場した。

### 放送日程
| 話数   | 放送日  | サブタイトル | 脚本     |
| ------ | ------- | ------------ | -------- |
| 第1話  | 4月02日 | 高木さん     | 金沢知樹 |
| 第2話  | 4月09日 | 青春         |          |
| 第3話  | 4月16日 | 100%片想い   |          |
| 第4話  | 4月23日 | 喜ばせるもの |          |
| 第5話  | 4月30日 | バレンタイン |          |
| 第6話  | 5月07日 | 卒業式       |          |
| 第7話  | 5月14日 | 高台         |          |
| 最終話 | 5月21日 | 四月         |          |

### 放送局
| 放送期間                | 放送時間                     | 放送局                | 対象地域       | 備考                       |
| ----------------------- | ---------------------------- | --------------------- | -------------- | -------------------------- |
| 2024年4月2日 - 5月21日  | 火曜 2:45 - 3:15（月曜深夜） | 毎日放送（MBS）       | 関西広域圏     |                            |
| 2024年4月2日 - 5月21日  | 火曜 23:56 - 翌0:26          | TBSテレビ（TBS）      | 関東広域圏     | 制作局                     |
| 2024年4月2日 - 5月21日  | 火曜 23:56 - 翌0:26          | IBC岩手放送（IBC）    | 岩手県         |                            |
| 2024年4月2日 - 5月21日  | 火曜 23:56 - 翌0:26          | テレビ山梨（UTY）     | 山梨県         |                            |
| 2024年4月2日 - 5月21日  | 火曜 23:56 - 翌0:26          | 中国放送（RCC）       | 広島県         |                            |
| 2024年4月2日 - 5月21日  | 火曜 23:56 - 翌0:26          | あいテレビ（ITV）     | 愛媛県         |                            |
| 2024年4月9日 - 5月28日  | 火曜 0:59 - 1:29（水曜深夜） | 北海道放送（HBC）     | 北海道         |                            |
| 2024年4月11日 - 5月30日 | 木曜 0:55 - 1:25（金曜深夜） | RSK山陽放送（RSK）    | 岡山県・香川県 |                            |
| 2024年4月17日 - 6月5日  | 水曜 0:55 - 1:25             | 熊本放送（RKK）       | 熊本県         |                            |
| 2024年4月17日 - 6月5日  | 水曜 23:56 - 翌0:30          | 北陸放送（MRO）       | 石川県         |                            |
| 2024年4月19日 - 6月7日  | 金曜 1:00 - 1:30（木曜深夜） | テレビ高知（TUTV）    | 高知県         |                            |
| 2024年4月22日 - 6月10日 | 月曜 0:50 - 1:22             | CBCテレビ（CBC）      | 中京広域圏     | 初回のみ1:05 - 1:37に放送  |
| 2024年4月23日 - 6月11日 | 火曜 0:49 - 1:19             | 静岡放送（SBS）       | 静岡県         | 初回2話放送（0:49 - 1:49） |
| 2024年5月6日 - 5月27日  | 月曜 0:55 - 1:25             | テレビユー福島（TUF） | 福島県         | 2話ずつ放送                |
| 2024年5月10日 - 5月31日 | 金曜 1:29 - 1:59             | RKB毎日放送（RKB）    | 福岡県         | 2話ずつ放送                |
| 2024年6月7日 - 6月28日  | 金曜 0:43 - 1:13             | 大分放送（OBS）       | 大分県         | 2話ずつ放送                |

| 配信開始月 | 配信サイト | 配信料金     | 備考                              |
| ---------- | ---------- | ------------ | --------------------------------- |
| 2024年3月  | Netflix    | 定額制有料   | 毎週火曜に先行配信                |
| 2024年4月  | TBS FREE   | 広告付き無料 | 見逃し配信 （地上波放送後に配信） |
| 2024年4月  | TVer       | 広告付き無料 | 見逃し配信 （地上波放送後に配信） |

| TBS ドラマストリーム                                                                       | TBS ドラマストリーム                                                               | TBS ドラマストリーム                          |
| 前番組                                                                                     | 番組名                                                                             | 次番組                                        |
| ------------------------------------------------------------------------------------------ | ---------------------------------------------------------------------------------- | --------------------------------------------- |
| 瓜を破る〜 一線を越えた、その先には （2024年1月24日 - 3月20日）                            | からかい上手の高木さん （2024年4月2日 - 5月21日）                                  | さっちゃん、僕は。 （2024年6月11日 - 9月3日） |
| TBS 火曜 23:56 - 翌0:26                                                                    |                                                                                    |                                               |
| DEEPな店の常連さんに密着 イキスギさんについてった - ここまでバラエティ枠 - ※23:56 - 翌0:55 | からかい上手の高木さん （2024年4月2日 - 5月21日） - 本番組より『ドラマストリーム』 | さっちゃん、僕は。 （2024年6月11日 - 9月3日） |

## 実写映画
『映画 からかい上手の高木さん』のタイトルで、上記テレビドラマ（および原作）の10年後を描いた実写映画版が2024年5月31日に公開された。主演は永野芽郁。5月16日には完成披露舞台あいさつが行われた。
原作から10年後の設定で、実写ドラマの続編として大人になった高木さんと西片の新たな時間を描いている。原作者の出身地であり物語の舞台であることから「高木さんの聖地」として親しまれている香川県小豆島で全編撮影が行われた。

### ストーリー（実写映画）
母校の中学校で体育教師となった西片は、10年ぶりに再会した高木さんから教育実習生として中学校に来ることになったと告げられる。西片は実習中の高木さんとの触れ合いや、中井・真野の披露宴で高木さんとの結婚を妄想する。
不登校の男子生徒やその生徒を心配する女子生徒の相談を通じて、恋愛に前向きになった西片は高木さんへ交際を申し込むが、逆に高木さんから結婚を提案される。
エンドロールでは娘と一緒に海を眺める3人で終わる。

### キャスト（実写映画）
高木さん
演 - 永野芽郁
中学3年生の春、14歳から20歳までフランス・パリで暮らし、帰国後は東京で美術関係の大学に通っている。母校の中学校に美術の教育実習生として来校してくる。
西片
演 - 高橋文哉
パリに引っ越した後の高木さんとは連絡を取り合っていたが、病気などで直接、会うことは出来なかった。母校の中学校で体育教師をしている。
中井
演 - 鈴木仁
母校の中学校の教師で、職員室では西片の隣の席である。真野との結婚準備に忙しい。披露宴の最中に来賓の前でプロポーズをする。
真野
演 - 平祐奈
中学から付き合っていた中井と結婚を控える。しっかりとしたプロポーズをされていないことが不満で披露宴で要求する。投げたブーケは高木さんに渡った。
浜口
演 - 前田旺志郎
北条さんとは別れたり、元に戻ったりを繰り返しており、本編開始時点では別れている。
北条
演 - 志田彩良
浜口の優柔不断な態度にあきれている。
大関みき
演 - 白鳥玉季
西方の担任クラスの女子生徒。町田涼の不登校の原因が自分ではないかと悩み、西方に相談する。
町田涼
演 - 齋藤潤
西片の担任クラスの男子生徒で不登校中。特殊な感性を持ち、美術での才能を秘める。高木さんに相談して、通学を再開する。
田辺先生
演 - 江口洋介
中学校の教頭。西片らの元担任であり、高木さんの実習担当を西片にする。中井・真野の披露宴でスピーチをする。

### スタッフ（実写映画）
- 原作：山本崇一朗『からかい上手の高木さん』（小学館「ゲッサン少年サンデーコミックス」刊）
- 監督：今泉力哉[14]
- 脚本：金沢知樹、萩森淳、今泉力哉[14]
- 音楽：大間々昂[14]
- 主題歌：Aimer「遥か」（SACRA MUSIC / Sony Music Labels Inc.）[138]
- プロデュース：大澤祐樹、森川真行
- 配給：東宝[14]
- 制作プロダクション：ファインエンターテイメント
- 製作：映画『からかい上手の高木さん』製作委員会（TBSテレビ、小学館、東宝、S・D・P、毎日放送、CBCテレビ、ファインエンターテイメント、RKB毎日放送、エー・プラス、HBC北海道放送、RSK山陽放送、セブンネットショッピング）[14]

## アプリ・ゲーム
『からかい上手の高木さんアラーム』
2018年3月12日より配信発売しているiOSおよびAndroid用のアラームアプリ。ゲームゲート開発。録り下ろしボイスが収録されていて、起動時の表示画像はランダムで変化する。
『からかい勝負の高木さん』
2019年7月20日よりAndroid版が、8月20日よりiOS版が配信されたジョルダンのゲームアプリ。高木さんとじゃんけんで勝負し、高木さんに負けると勝ちとなる。一定回数以上高木さんに負け続けるとアプリ内でのガチャ、購入により高木さんのAR機能を楽しむことができる。2020年6月30日にサービス終了。
『からかい上手の高木さん キュンキュンレコーズ』
2022年6月8日より配信されているiOSおよびAndroid用のゲームアプリ。当初は同年3月25日にリリース予定であったが同年6月8日に延期された。ゲーム内の楽曲は高橋李依が担当している。2023年3月31日にサービス終了。終了後はミュージックプレイヤー機能を残したオフライン版が実装。
収録楽曲
| 楽曲                       | オリジナルアーティスト | 作詞                                        | 作曲                   | 編曲     |
| -------------------------- | ---------------------- | ------------------------------------------- | ---------------------- | -------- |
| 気まぐれロマンティック     | いきものがかり         | 水野良樹                                    | 水野良樹               | el       |
| AM11:00                    | HY                     | TUN                                         | TUN                    | 吉田穣   |
| 自転車                     | JUDY AND MARY          | 磯谷有希                                    | 恩田快人               | 吉田穣   |
| 風吹けば恋                 | チャットモンチー       | 高橋久美子                                  | 橋本絵莉子             | 吉田穣   |
| 小さな恋のうた             | MONGOL800              | 上江洌清作                                  | MONGOL800              | 吉田穣   |
| 愛唄                       | GReeeeN                | GReeeeN                                     | GReeeeN                | 吉田穣   |
| 出逢った頃のように         | Every Little Thing     | 五十嵐充                                    | 五十嵐充               | 吉田穣   |
| 奏（かなで）               | スキマスイッチ         | 大橋卓弥、常田真太郎                        | 大橋卓弥、常田真太郎   | 久下真音 |
| 粉雪                       | レミオロメン           | 藤巻亮太                                    | 藤巻亮太               | 久下真音 |
| キセキ                     | GReeeeN                | GReeeeN                                     | GReeeeN                | 久下真音 |
| ありがとう                 | いきものがかり         | 水野良樹                                    | 水野良樹               | 久下真音 |
| あなたに                   | MONGOL800              | 上江洌清作                                  | MONGOL800              | 久下真音 |
| 言わないけどね。           | 大原ゆい子             | 大原ゆい子                                  | 大原ゆい子             | 吉田穣   |
| やさしい気持ち             | Chara                  | Chara                                       | Chara                  | 久下真音 |
| 100万回の「I love you」    | Rake                   | Rake                                        | Rake                   | 久下真音 |
| 夢で逢えたら               | 大瀧詠一               | 大瀧詠一                                    | 大瀧詠一               | 久下真音 |
| Over Drive                 | JUDY AND MARY          | YUKI                                        | TAKUYA                 | 久下真音 |
| ひまわりの約束             | 秦基博                 | 秦基博                                      | 秦基博                 | 久下真音 |
| 学園天国                   | フィンガー5            | 阿久悠                                      | 井上忠夫               | 久下真音 |
| じょいふる                 | いきものがかり         | 水野良樹                                    | 水野良樹               | 久下真音 |
| サンタが町にやってくる     | -                      | HAVEN GILLESPIE（英語版）（訳詞：神戸孝夫） | J FRED COOTS（英語版） | 久下真音 |
| スノーマジックファンタジー | SEKAI NO OWARI         | Fukase                                      | Nakajin                | 久下真音 |
| 花                         | ORANGE RANGE           | ORANGE RANGE                                | ORANGE RANGE           | 久下真音 |
| 明日への扉                 | I WiSH                 | ai                                          | ai                     | 久下真音 |
| 天体観測                   | BUMP OF CHICKEN        | 藤原基央                                    | 藤原基央               | 久下真音 |
| fragile                    | Every Little Thing     | 持田香織                                    | 菊池一仁               | 久下真音 |
| 君に届け                   | flumpool               | 山村隆太                                    | 阪井一生               | 久下真音 |
| MajiでKoiする5秒前         | 広末涼子               | 竹内まりや                                  | 竹内まりや             | 久下真音 |
| LOVEマシーン               | モーニング娘。         | つんく                                      | つんく                 | 久下真音 |
| 君と光                     | 大原ゆい子             | 大原ゆい子                                  | 大原ゆい子             | 吉田穣   |
| 若者のすべて               | フジファブリック       | 志村正彦                                    | 志村正彦               | 久下真音 |
| First Love                 | 宇多田ヒカル           | 宇多田ヒカル                                | 宇多田ヒカル           | 久下真音 |
| 青いベンチ                 | サスケ                 | 北清水雄太                                  | 北清水雄太             | 久下真音 |
| クリスマス・イブ           | 山下達郎               | 山下達郎                                    | 山下達郎               | 久下真音 |
| 大阪LOVER                  | DREAMS COME TRUE       | 吉田美和                                    | 吉田美和               | 久下真音 |

## 小豆島とのコラボ
とのしょうBASE
土庄港フェリー乗り場から徒歩1分の場所にある。高木さんの等身大フィギュアや自転車、コラボグッズ、巡礼マップ、「訪れてみたい日本のアニメ聖地88」認定プレート 、赤城監督や高橋李依、大原ゆい子のサインが設置されている。また、聖地巡礼ノートに書き込みをしたり黒板に付箋を貼ったりできるようになっている。
タクシー
小豆島交通のタクシー1台に高木さんがラッピングされている。
高木さんフェリー
四国フェリーの新岡山港 - 土庄港を運航する第二しょうどしま丸と高松港 - 土庄港を運航する第三しょうどしま丸にラッピングがされている。高木さんや西片だけでなく、ミナやサナエ、田辺先生なども描かれている。
神社とのコラボ
小豆島大観音では、2023年（令和5年）1月1日より高木さんのお守りが販売されている。
富丘八幡神社では、2024年（令和6年）1月1日より高木さんの御朱印が販売されている。
コラボ商品の販売
土庄町でしか購入できないクリアファイル、オリーブオイル、アクリルスタンドなどのコラボ商品を発売している。
小豆島まつり（土庄町）とのコラボイベント
2022年8月7日開催の第40回小豆島まつりでは高橋李依、大原ゆい子、赤城監督によるトークショーやライブ歌唱が行われた。
2023年8月6日開催の第41回小豆島まつりでは、アニメ上映会、声優サイン入りポスターの抽選会が行われた。上映されたエピソードは2期12話「夏祭り」、3期12話「3月14日」。
2024年8月4日開催の第42回小豆島まつりでは、大原ゆい子によるライブ、『劇場版からかい上手の高木さん』の野外上映会が行われた。

### 一覧
1. ↑  第1期（2018年）、第2期『2』（2019年）
2. ↑  第2期『2』（2019年）、第3期『3』（2022年）